# Corona del fènix

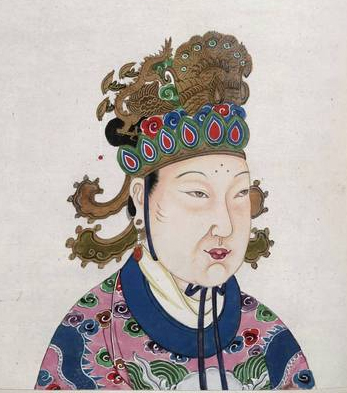
L'emperadriu Wu Zeitan de la Dinastia Tang utilitzant una Corona del Fènix

La Corona del Fènix o fengguan (Xinès: 鳳冠; pinyin: fèngguān) és una peça de joieria en forma de barret que era Principalment utilitzat per dones de la noblesa durant cerimònies o esdeveniments oficials. També s'anomena Corona del Fènix a la corona que forma part de la indumentària nupcial xinesa, sovint és el complement de les núvies en casaments i es pot portar conjuntament amb altres peces tradicionals com el xiapei o el diyi, popular en la Dinastia Song.

## Història i Evolució

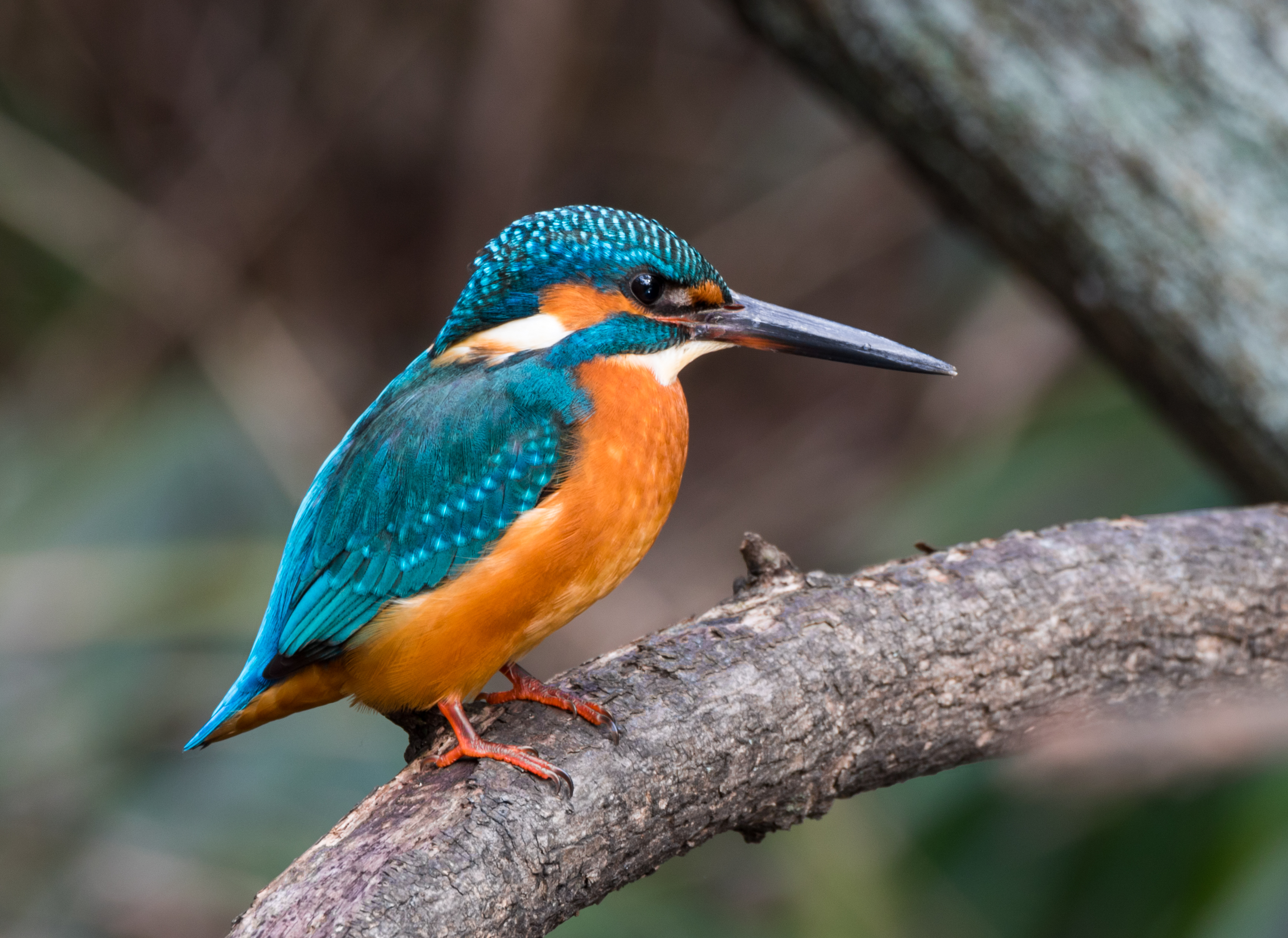
Blauet comú: les seves plomes de tons blaus i verds eren molt preciades i estan pressent en moltes peces de joieria.

La Corona del Fènix és una evolució del del Fengchai (xinés: 鳳釵; pinyin: fèngchāi), que era una forquilla de cabell amb decoració d'un fènix que es va originar a la Dinastia Quin i estaven fetes d'or i plata, i la part inferior era de closca de tortuga. El Fengchai va evolucionar durant la Dinastia Sui i Dinastia Song en la Corona del Fènix i es va canviar els materials. Un dels materials més emprats i apreciats era les plomes del blauet, unes plomes que utilitzaven per la decoració dels dracs i fènix i que, junt amb les pedres precioses, constituien la decoració i el color de la corona. El primer fengguan que conservem és el de la Emperadriu Xiao de la Dinastia Sui, trobada a la tomba del Emperador Yang. Durant la Dinastia Ming es te constància de diverses Corones de Fènix trobades en diferentes tombes, això reafirma el caràcter tradicional de la Dinastia Ming en termes rituals i jeràrquics i evidencia l'obertura de la cort Ming a materials nous i exòtics, ja que els fengguan Ming tindran incorporació de materials, sobretot tintes, d'altres països.

## Materials i disseny

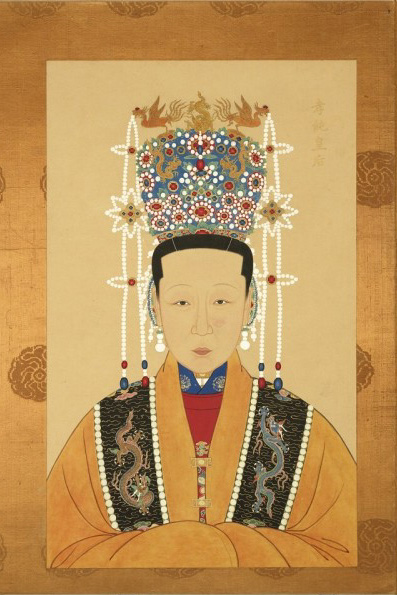
Fengguan d'emperadriu

Els exemplars que tenim de fengguan ens mostren diferents estils i materials. Les plomes de blauet estaven destinades, majoritàriament, al color blau, aplicant la tècnica diancui, on les plomes son incrustades en una base d'or o plata daurada. Les plomes més costoses eren només reservades per la cort imperial i els punts principals per obtenir les plomes eren Siam i Cambodia. La resta de decoració constava de diverses gemes de colors, on predominaven els blaus i els vermells i moltes de les gemes, sobretot durant la Dinastia Ming venien de Myanmar.

### Emperadrius
El disseny podia variar segons l'època o la seva posició social; el canvi més important, i que fa referència al seu estatus social és la variació del nombre de dracs i fènix. La corona de l'Emperadriu Xiaoduanxian de la Dinastia Ming constava de 6 dracs, 3 fènix i més de 3500 gemes. Els dracs nomes podien anar a les corones de les emperadrius.

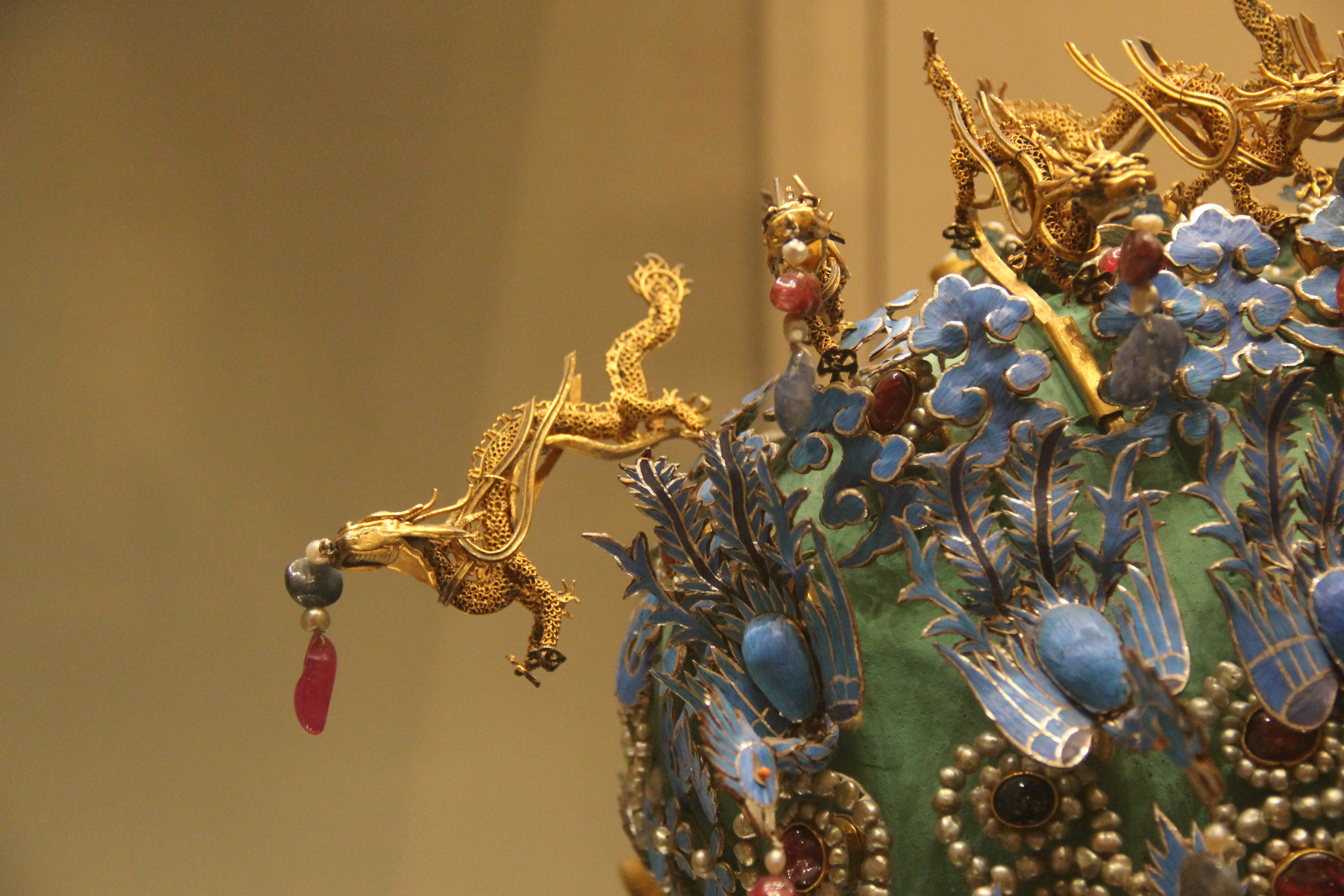
Detall de la corona de l'Emperadriu Xiaojing, on es poden veure els dracs i els fènix.

##### Nom segons el nombre de dracs i fènix.
- El Jiulongsi fengguan constava de 9 dracs i 4 fènix.

- El Shierlongjiu fengguan constava de 12 dracs i 9 fènix.

- El Jiulongjiu fengguan constava de 9 dracs i 9 fènix.

- El Liulongsan fengguan constava de 6 dracs i 3 fènix. Aquest tipus és el que trobem en la corona de l'Emperadriu Xiaoduanxian.

- El Sanlonger fengguan constava de 3 dracs i 2 fènix.

### Concubines i princeses
Les concubines del emperador i les princeses podien portar una corona similar a la corona del fènix, la qual també s'anomena fengguan i és una corona decorada sense dracs, només amb faisans i fènix. En aquest cas el nombre de faisans indicava la posició social de la seva portadora.

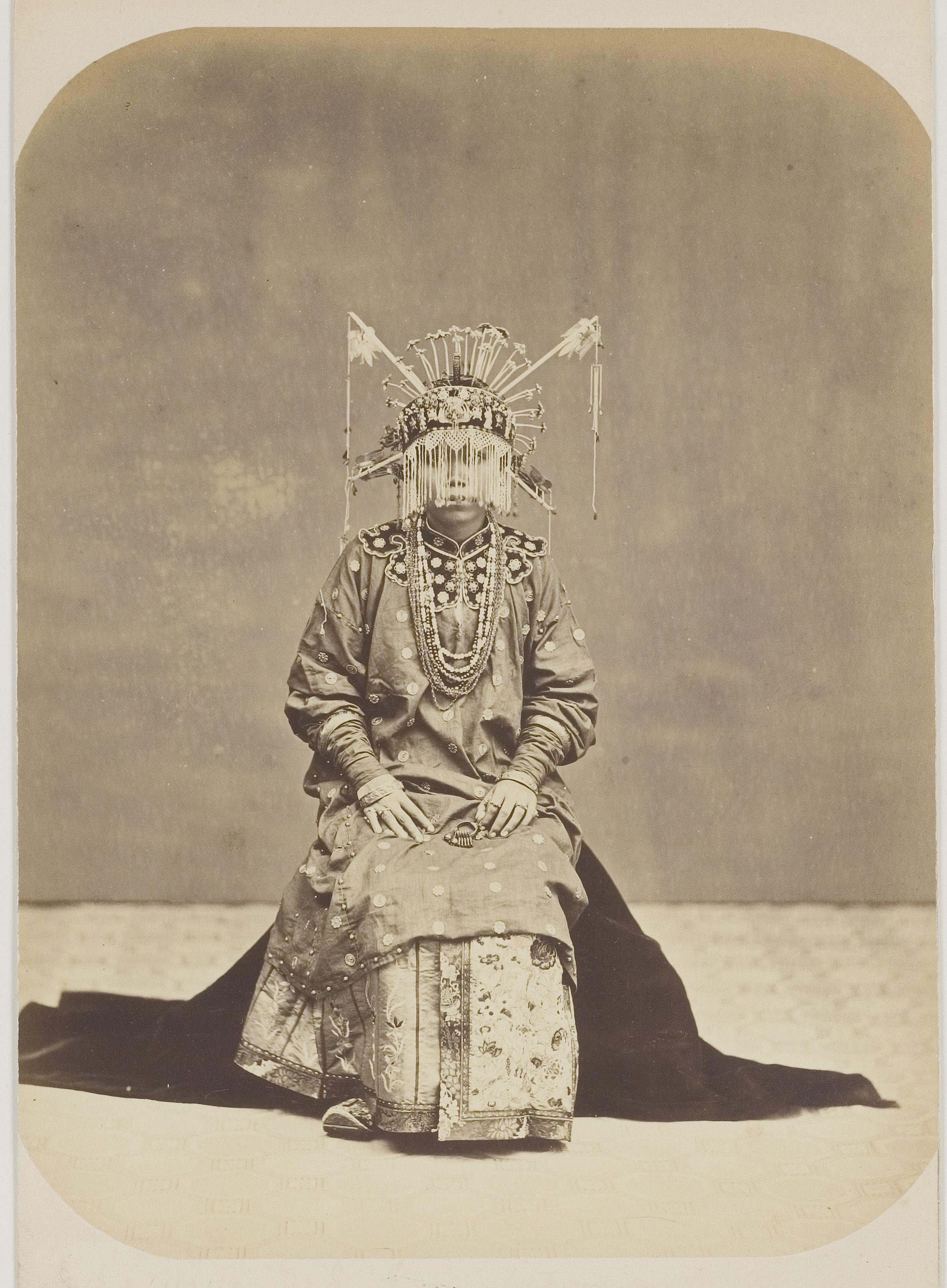
Imatge d'una corona nupcial

#### Nom segons el nombre de faisans.
- El Jiudiguan fengguan constava de 9 faisans.
- El Qidiguan fengguan constava de 7 faisans.
- El Wudiguan fengguan constava de 5 faisans.

### Corona nupcial
Les corones que utilitzaven les nuvies de la Dinastia Ming i Dinastia Qin també es deia fengguan, aquest era part de la indumentaria nupcial que es creu que es va originar a partir d'una llegenda de la Dinastia Song. El fengguan era diferent del que duien les emperadrius, però eren molt semblants en terems estilistics; encara que la corona nupcial no tingues dracs ni fènix, si tenia una forma i un color semblants. Aquest fengguan es creia que era un simbol de bona sort.